# Logaritamska nejednadžba
Logaritamska nejednadžba je nejednadžba gdje je nepoznata veličina sadržana unutar logaritma ili čini bazu logaritma.

## Područje definicije
Logaritamska nejednadžba je definirana sukladno području unutar kojeg je definirana i logaritamska funkcija. U tom smislu baza logaritma mora biti pozitivan broj, veći od nule, što također vrijedi i za izraz na koji se logaritam odnosi (u domeni realnih brojeva nije definiran logaritam od negativnog broja).

## Jednostavna logaritamska nejednadžba
Jednostavnijom logaritamskom nejednadžbom možemo smatrati logaritamsku nejednadžbu gdje se nepoznata veličina pojavljuje unutar jednog izraza logaritma ili se pojavljuje kao baza logaritma.

### Primjer 1
Zadana je logaritamska nejednadžba:
{\displaystyle \log _{3}(x+2)<2\,}
Sukladno pravilima o računanju s logaritmima nalazimo, redom:
{\displaystyle {\begin{aligned}x+2&<3^{2}\\x+2&<9\\x&<7\end{aligned}}}
Rješenje logaritamske nejednadžbe je u smislu definicije logaritma svaki x iz intervala {\displaystyle \left\langle -2,7\right\rangle }.

### Primjer 2
Zadana je logaritamska nejednadžba:
{\displaystyle \log _{2}|x-2|>4\,}
Sukladno pravilima o računanju s logaritmima nalazimo:
{\displaystyle |x-2|>16\,}
Rješavajući nejednadžbu s apsolutnom vrijednosti nalazimo kao rješenje nejednadžbe da x treba biti x>18, ili x<-14, što znači da je rješenje logaritamske nejednadžbe svaki x iz intervala
{\displaystyle \left\langle -\infty ,-14\right\rangle } i {\displaystyle \left\langle 18,+\infty \right\rangle }.

### Primjer 3
Zadana je logaritamska nejednadžba:
{\displaystyle -2<\log _{3}(x-1)<2\,}
Sukladno pravilima o računanju s logaritmima nalazimo:
{\displaystyle 3^{-2}<(x-1)<3^{2}\,}
{\displaystyle {\frac {1}{9}}<(x-1)<9\,}
{\displaystyle {\frac {10}{9}}<x<10\,}
Rješenje logaritamske nejednadžbe bit će svaki x iz interval {\displaystyle \left\langle {\frac {10}{9}},10\right\rangle }.

## Složenija logaritamska nejednadžba
Složenije logaritamske nejednadžbe sadrže veći broj članova gdje se nepoznata veličina nalazi unutar logaritma ili kao baza logaritma, a gdje se logaritamska nejednadžba može pojaviti u brojnim oblicima i gdje svaka nejednadžba u rješavanju može tražiti poseban postupak rješavanja.

### Primjer 1
Zadana je logaritamska nejednadžba:
{\displaystyle \log(3x^{2}-5x-3)>\log(4x-3)\,}
Sukladno pravilima o računanju s logaritmima nalazimo:
{\displaystyle {\begin{aligned}3x^{2}-5x-3&>4x-3\\3x^{2}-9x&>0/:3\\x^{2}-3x&>0\\x(x-3)&>0\end{aligned}}}
Rješenje nejednadžbe, a time i rješenje logaritamske nejednadžbe je, očito, svaki x iz intervala
{\displaystyle \left\langle 3,+\infty \right\rangle }. Drugo rješenje nejednadžbe  (x<0) prema definiciji logaritma ne može biti rješenje zadane logaritamske nejednadžbe.

### Primjer 2
Zadana je logaritamska nejednadžba:
{\displaystyle \log {\sqrt {x^{2}+2x-3}}>\log x}
Sukladno pravilima o računanju s logaritmima nalazimo:
{\displaystyle {\begin{aligned}\log {\sqrt {x^{2}+2x-3}}-\log x&>0\\\log {\frac {\sqrt {x^{2}+2x-3}}{x}}&>0\\{\frac {\sqrt {x^{2}+2x-3}}{x}}&>1\\{\sqrt {x^{2}+2x-3}}&>x/^{(2)}\\x^{2}+2x-3&>x^{2}\\2x&>3\\x&>{\frac {3}{2}}\end{aligned}}}
Rješenje nejednadžbe, a time i rješenje logaritamske nejednadžbe je svaki x iz intervala
{\displaystyle \left\langle {\frac {3}{2}},+\infty \right\rangle }.

### Primjer 3
Zadana je logaritamska nejednadžba:
{\displaystyle \log _{9}\log _{2}\log _{3}(x-1)>{\frac {1}{2}}}
Sukladno pravilima o računanju s logaritmima nalazimo:
{\displaystyle {\begin{aligned}\log _{2}\log _{3}(x-1)&>3\\\log _{3}(x-1)&>8\\x-1&>3^{8}\\x-1&>6561\\x&>6562\end{aligned}}}
Rješenje nejednadžbe, a time i rješenje logaritamske nejednadžbe je svaki x iz intervala
{\displaystyle \left\langle 6562,+\infty \right\rangle }.

### Primjer 4
Zadana je logaritamska nejednadžba:
{\displaystyle {\frac {3\log x}{\log x+1}}-\log x>{\frac {-3}{\log x+1}}}
Sukladno pravilima o računanju s logaritmima nalazimo:
{\displaystyle {\begin{aligned}{\frac {3\log x}{\log x+1}}-\log x&>{\frac {-3}{\log x+1}}/\cdot (\log x+1)\\3\log x-\log ^{2}x-\log x&>-3\\-\log ^{2}x+2\log x+3&>0/\cdot (-1)\\\log ^{2}x-2\log x-3&<0\\&=\end{aligned}}}
Rješavajući kvadratnu nejednadžbu po logx, nalazimo da je uvjet nejednadžbe ispunjen za logx<3, odn. za logx>-1, što znači da će rješenje logaritamske nejednadžbe biti svaki x iz intervala {\displaystyle \left\langle {\frac {1}{10}},1.000\right\rangle }.